# La moneda en la boca del pez

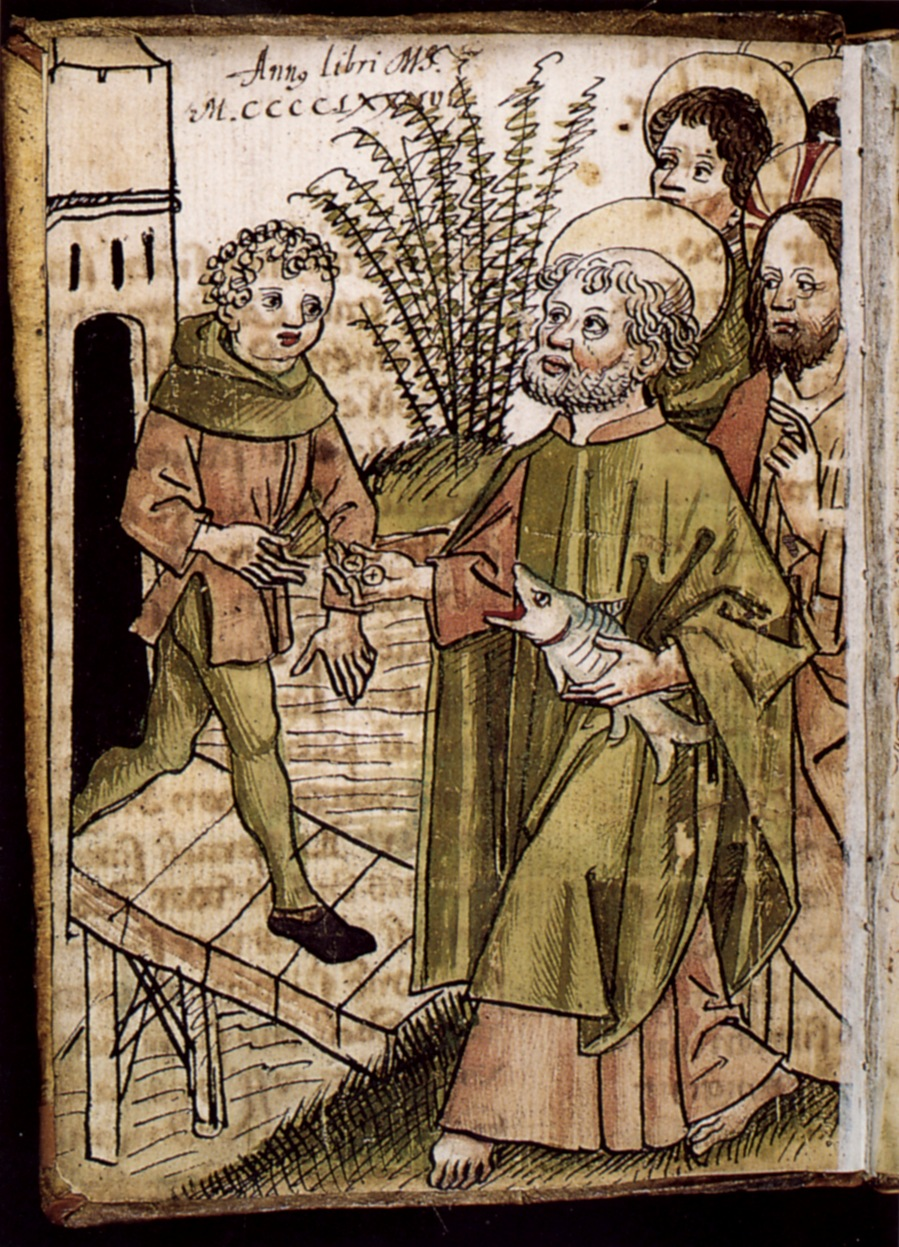
El apóstol Pedro pagando el impuesto del templo con una moneda de la boca del pez por Augustin Tünger, 1486.

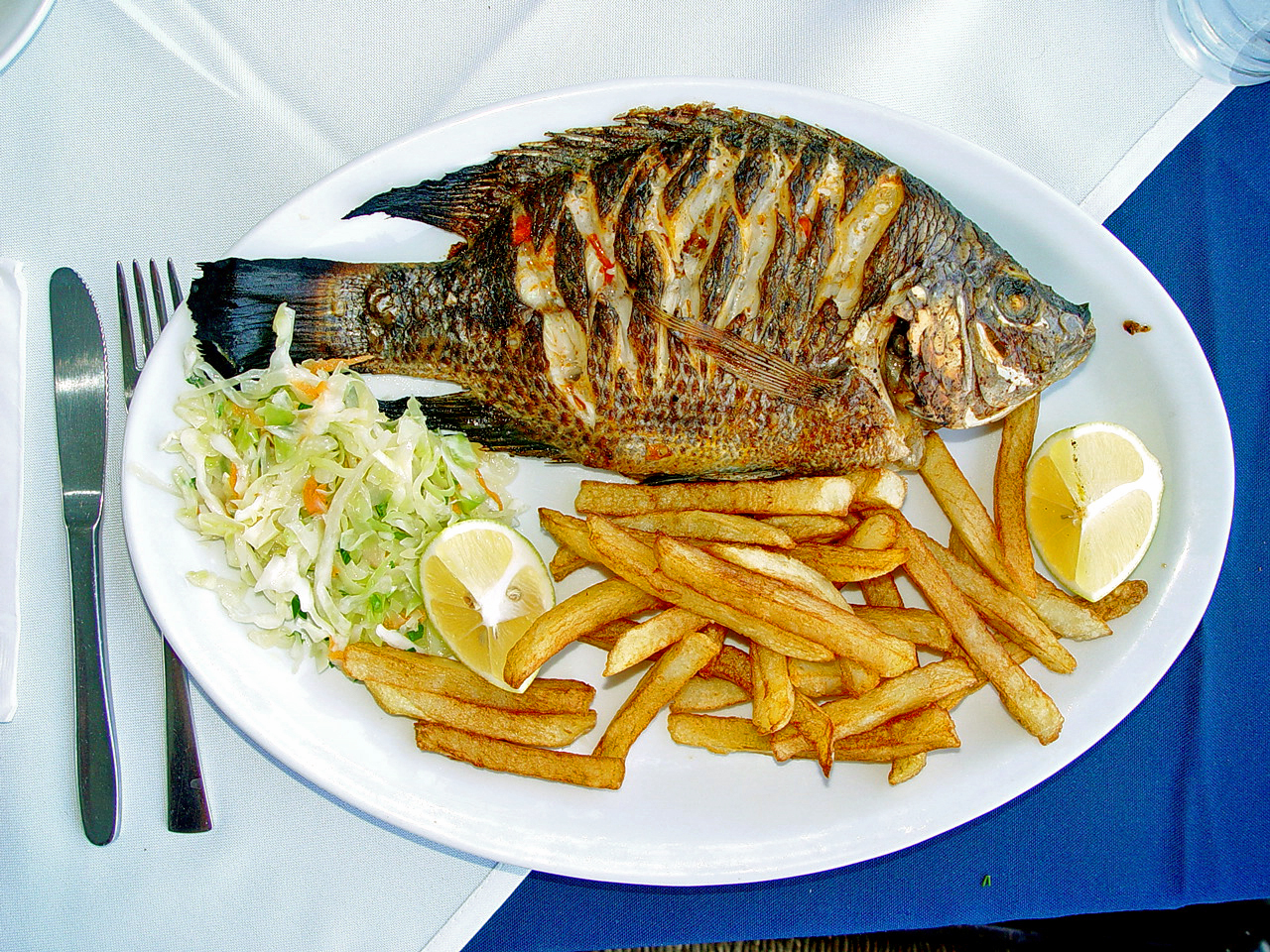
Tilapia zilli ("pez de San Pedro"), servida en un restaurante de Tiberíades

La moneda en la boca del pez, es uno de los  milagros atribuidos a Jesús relatados en los evangelios sinópticos. El relato aparece en el Evangelio de Mateo inmediatamente después del  segundo anuncio de la Pasión 17:24–27.

## Textos bíblicos
Al llegar a Cafarnaún, se acercaron a Pedro los recaudadores del tributo y le dijeron: —¿No va a pagar vuestro Maestro el tributo? —Sí —respondió. Al entrar en la casa se anticipó Jesús y le dijo: —¿Qué te parece, Simón? ¿De quiénes reciben tributo o censo los reyes de la tierra: de sus hijos o de los extraños? Al responderle que de los extraños, le dijo Jesús: —Luego los hijos están exentos; pero para que no los escandalicemos, vete al mar, echa el anzuelo y el primer pez que pique sujétalo, ábrele la boca y encontrarás un estáter; lo tomas y lo das por mí y por ti.

## Interpretación de la Iglesia católica
Desde la confesión de Pedro, el Señor va formando a sus discípulos acerca de los acontecimientos salvíficos de Jerusalén —su pasión y su resurrección— y acerca de la futura vida de la Iglesia. En estos versículos, la tristeza que les causa el anuncio de la pasión (v. 23) se contrapesa con el consuelo del ser de Jesús y de su poder (vv. 25-27). El episodio del tributo del Templo contiene dos enseñanzas muy claras: la condición de Jesús como Hijo de Dios y Señor del Templo, y la asociación de Pedro en su responsabilidad sobre la Iglesia. El tributo del Templo es distinto del tributo a Roma (22,15-22). Se basa en Ex 30,11-16, que prescribía que los mayores de veinte años debían aportar medio siclo para el mantenimiento del culto del Templo. La didracma de la que habla el texto —que aquí se ha traducido «tributo» (v. 24)— correspondía a dos denarios y era equivalente a medio siclo. No se conoce con exactitud si en tiempos de Jesús era un verdadero tributo o una contribución que ofrecían los judíos más observantes. Por lo que se sabe, muchos, como los sacerdotes, se tenían por exentos; otros no pagaban. Los últimos episodios narrados en el evangelio —la confesión de Pedro y la Transfiguración— han dejado claro que Jesús es Hijo de Dios y que, por tanto, tiene más razones que nadie para no pagar el tributo. Sin embargo, el Señor le manda a Pedro pagar, «para no escandalizarlos» (v. 27). Al incluir a Pedro en el mismo pago, está indicando también un modo de conducta para los cristianos que se refleja después en otros textos del Nuevo Testamento: «Dadle a cada uno lo que se le debe: a quien tributo, tributo; a quien impuestos, impuestos; a quien respeto, respeto; a quien honor, honor» (Rm 13,7; cfr 1 P 2,13-17). El estáter (v. 27) valía cuatro denarios. En el milagro, se refleja así la cuidadosa providencia del Señor con los suyos.